# Christopher Knights
Christopher "Chris" Knights is een Brits stemacteur en filmmonteur (editor).
Knights begon zijn carrière als cameraman en editor (filmmonteur) bij de animatie studio Amblimation (een onderdeel van Amblin Entertainment) dat in 1997 ophield te bestaan. Een deel van de Amblimation personeel, waaronder Knights maakte de overstap naar DreamWorks Animation waarmee hij naast filmmonteur ook de stemmen in sprak voor de animatiefilms. Knights is voornamelijk bekend met het inspreken van de stem van de pinguïn  'Private' (Nederlandse versie: Junior) uit de Madagascar films. Een van de ander personages die meerdere keren terugkwam was die van 'Blind Mice' (blinde muis) uit de Shrek films.

## Filmografie
Films
- 2001: Shrek - Blind Mouse / Thelonious (ook assistent editor)
- 2004: Shrek 2 - Blind Mouse (ook assistent editor)
- 2005: Madagascar - Private (Junior) (ook assistent editor)
- 2006: Flushed Away - Fat Barry / Market Trader
- 2007: Shrek the Third - Blind Mice / Heckler / Evil Tree 2 / Guard 2 (ook associate editor)
- 2008: Madagascar: Escape 2 Africa - Private (Junior)
- 2010: Shrek Forever After - Blind Mice (ook associate editor)
- 2010: Megamind - Prison Guard (ook associate editor)
- 2012: Madagascar 3: Europe's Most Wanted - Private (Junior)
- 2014: Lust for Love - (alleen editor)
- 2014: The Penguins of Madagascar - Private (Junior)
- 2019: Abominable - (alleen associate editor)

Korte films
- 2001: Shrek in the Swamp Karaoke Dance Party - Blind Mouse / Thelonious
- 2003: The Ghost of Lord Farquaad / Shrek 4-D - Blind Mouse / Theolonious (ook assistent editor)
- 2005: The Madagascar Penguins in a Christmas Caper - Private (Junior)
- 2007: Shrek the Halls - Blind Mice
- 2009: Merry Madagascar - Private (Junior)
- 2010: Scared Shrekless - Blind Mice
- 2010: Donkey's Caroling Christmas-tacular - Blind Mice
- 2011: Book of Dragons - (alleen editor)
- 2016: The Nine Lives of Claw Animated Pilot - Edison (ook editor)
- 2016: Hello Charles - (alleen editor)
- 2017: The Nine Lives of Claw - Edison

- Library of Congress Control Number: n2006078211
- Nationale Bibliotheek van Israël: 987007412072705171
- Virtual International Authority File: 19114731
- WorldCat: E39PBJw4yHDM38TJXbQWBphyh3